# Omar Perry
Pour les articles homonymes, voir Perry.
Omar Perry (Mark de son véritable prénom), né à Kingston en Jamaïque en 1968, est un musicien de reggae jamaïcain. Il est le fils de Lee Scratch Perry.

## Biographie
À l’âge de 6 ans, Omar Perry et sa petite sœur Marsha enregistrent quelques chansons du répertoire de leur père telles que Thanks we get et Ram Goat Liver. À cette époque, fréquentant les plus grands artistes de l’avènement du reggae (Max Romeo, Junior Murvin, Bob Marley accompagnés des Wailers, ...), il s’initie à la batterie.
Adolescent, il quitte l’école dans les années 1980 et monte le groupe « The Upsetter Juniors » avec son frère Sean et sa sœur Marsha. Ils créent leur propre label du même nom, jouent de temps à autre quelques concerts, produisent quelques artistes locaux ainsi que leur unique single Positive Vibration, jusqu'en 1990.
Il commence alors une carrière d’ingénieur du son dans le studio d’un de ses amis équipé de 4 pistes avant de rencontrer Boris Gardener qui lui fera profiter d’un équipement de 8 pistes. La boucle sera bouclée au studio One Blood de Junior Reid avec 24 pistes où il travaille avec des artistes tels que Tyrone Taylor, Big Youth, Terry Ganzie et Jah Mason.
En 1996, Omar Perry quitte la Jamaïque pour s’envoler vers l’Afrique comme il a en toujours rêvé. Pendant quatre ans, il se fait ambassadeur du Reggae en Gambie lors d’animations DJ sur Radio nationale 1, dans quelques clubs et parcourt les villages en faisant de nombreux concerts.
Omar Perry se produit rapidement en DJ - sélecteur et micro – dans un premier temps pour atteindre la scène live. Véhiculant son style, Omar vit et travaille actuellement en Belgique où il se produit régulièrement dans les festivals et dans les salles en Europe, ou encore en première partie de Sly & Robbie, Mykal Rose, Buju Banton, Horace Andy, Alton Ellis. Parallèlement, il collabore également avec quelques noms établis tels que Dreadzone, Mafia & Fluxy, Mad Professor, Ruff Cutt, enregistre avec Ghetto Priest, Earl Sixteen, Dub Incorporation et K2R Riddim.
En 2003, Adrian Sherwood produit son premier single Rasta Meditation.
Alors qu’il participe à une grande tournée d’Horace Andy en 2005, Omar Perry rencontre le réalisateur artistique et saxophoniste Guillaume “Stepper” Briard. Ils travailleront ensemble à la réalisation de son premier album, produit par Dominique Misslin de No Direction Home (Mano Negra, NTM, Lokua Kanza, Willy N’For, Ismael Isaac, Mory Kanté, Takfarinas, Earl Sixteen, Horace Andy, Ken Boothe). La même année, il participe à la chanson Achtah de Dub Incorporation. L’album Man Free sort fin 2007.
En 2007, Omar Perry fait une tournée européenne, associé avec l’artiste Jah Mason. Ses prestations scéniques, authentiques et présentes, sont unanimement reconnues par la critique et le public.[réf. nécessaire]
Depuis 2008 il a participé à de nombreux festivals en France et en Europe comme le Paléo Festival en Suisse, le festival de Dour en Belgique, le Festival Couleur Café en Belgique également. Il a aussi partagé la scène en 2011 au Zénith de St Étienne avec le groupe Dub Incorporation.
En 2011, il sort The Journey. Un album qu'Omar Perry décide de distribuer sur les plateformes digitales uniquement. On y retrouve la présence d'Anthony B, Earl 16, ou encore la légende Kiddus I.
En 2014, il collabore avec Sly & Robbie sur un EP intitulé Be Cool. 
Omar Perry signe en 2018 son grand retour avec un nouvel album intitulé « New Dawn ». Pour ce nouvel opus, fruit de la rencontre avec un jeune compositeur français Jonas ‘Koffi’ Gouraud, Omar a pris un chemin différent, avec des rythmes et des paroles plus Roots que jamais. Cet album singulier est à la fois spirituel, indocile et authentique.L'album sera enregistré au Wise Studio avec le Soulnation Band, backing band français, et quelques musiciens de renoms (Kubix, Suga, Guillaume "Stepper" Briard, Nicodrum, Ahmed Fofana...).

## Discographie

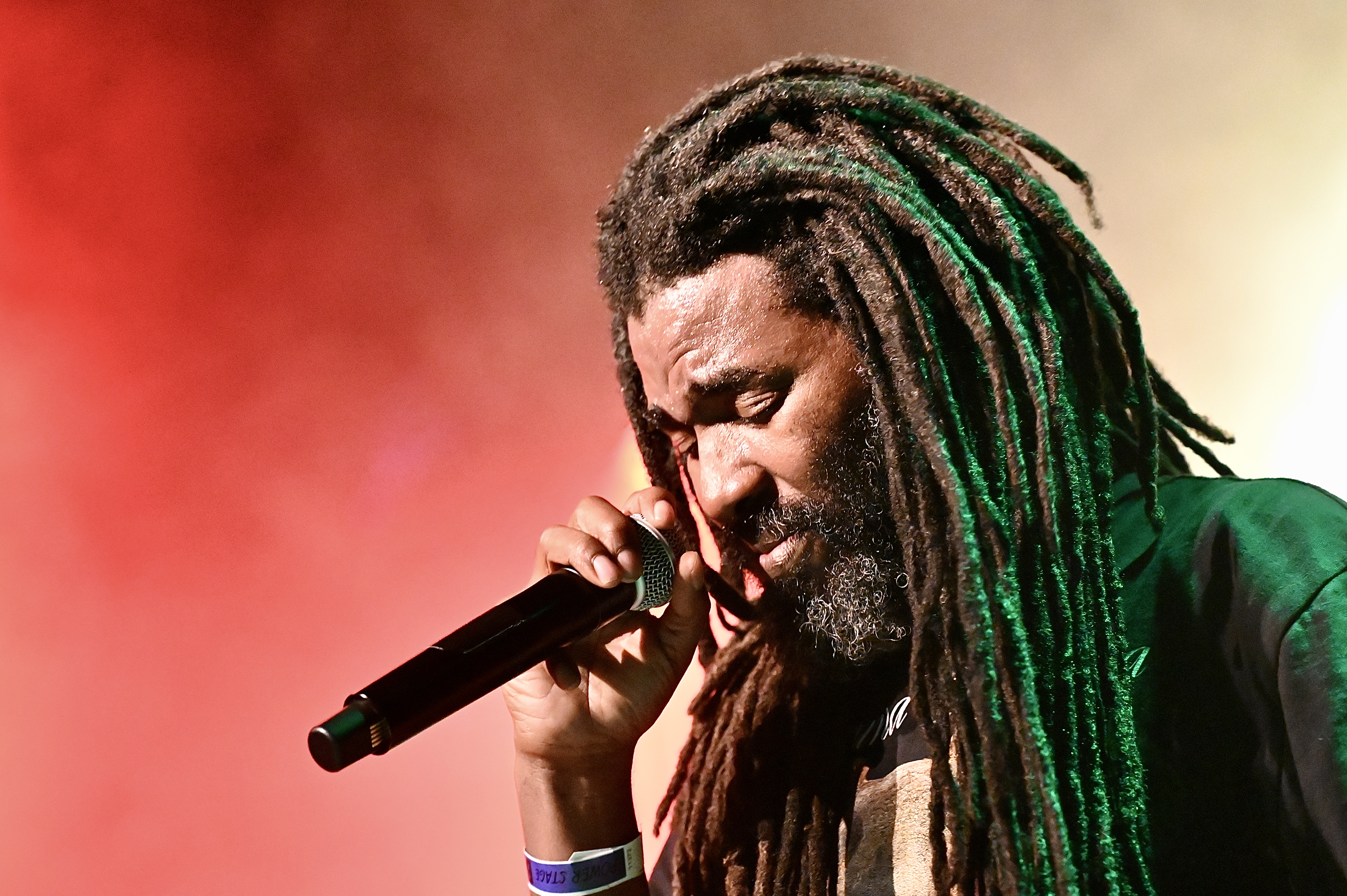
Omar Perry en concert à Dordrecht, Pays-Bas, 2023

- 2007 - Man Free
- 2009 - Can't Stop Us
- 2011 - The Journey
- 2014 - Be Cool[2]
- 2018 - New Dawn